# Igreja Católica no Sudão do Sul
A Igreja Católica no Sudão do Sul é parte da Igreja Católica universal, em comunhão com a liderança espiritual do Papa, em Roma, e da Santa Sé. Em geral, o grau de tolerância inter-religioso na sociedade é alto, havendo partilha de iniciativas comuns entre grupos cristãos e muçulmanos. O país surgiu em 2011, separando-se do Sudão, após um referendo de independência, e hoje ainda enfrenta graves problemas sociais e grandes desafios. Agravando a situação, os conflitos com o Sudão foram retomados em função de pendências no estabelecimento das fronteiras entre os dois países, que disputam regiões ricas em petróleo. Os cristãos são maioria na sociedade sul-sudanesa e os que mais sofreram com a Guerra Civil Sul-Sudanesa, sendo impedidos de participar de cerimônias religiosas. O conflito se encerrou com um acordo assinado entre o governo e os grupos rebeldes, em 2018. Sendo o Sudão do Sul e o Sudão dois países que foram parte de uma mesma nação por muito tempo, e que, por consequência, compartilham muitos fatores em comum de sua história, esse artigo dá informações sobre os dois países (no tempo em que estavam unidos), e informações distintas (do período pós-independência), especialmente nas seções História e Atualmente. A menos que explicado no corpo do texto, o Sudão do Sul será referido muitas vezes apenas como sul e o Sudão como o norte.

## História

### Da Antiguidade à colonização
A região que hoje corresponde ao Sudão começou a ser colonizada pelo Antigo Egito em 2700 a.C. A influência romana levou o cristianismo a Dongola e Cartum no século IV, tornando-o muito influente na região, e criando "ilhas cristãs" que sobreviveram a sucessivas invasões de beduínos muçulmanos da Arábia, que chegaram à região vindos do Egito a partir do século VII. Ainda assim, durante quase um milênio, a maioria da população da região era cristã. Os abássidas, o Reino de Funje e outros estados muçulmanos governaram a área em sucessão, foram aos poucos islamizando o norte durante o século XV, resultando no fato de que o cristianismo já havia desaparecido por completo de toda a região em 1600.
Os recém-criados Padres de Verona conseguiram estabelecer uma missão em 1872, mas o regime de Maomé Amade arruinou o trabalho. Em 1881, uma revolta maciça eclodiu contra o governo de Ahmed, derrubando-o. Os Padres de Verona imediatamente renovaram seu trabalho no Sudão com 250 católicos. Após os britânicos derrotarem o autoproclamado Estado Madista, em 1898, os católicos puderam novamente entrar definitivamente no país. Em 1931, a população católica havia aumentado para 39.416. Em 1933, os missionários de São José de Mill Hill se juntaram aos Padres de Verona, no sul, onde a Igreja trabalhava entre as tribos nativas. 
Os colonizadores tentaram evitar tensões religiosas entre muçulmanos e missionários cristãos e para isso, desviaram os esforços missionários cristãos do Sudão para o Sudão do Sul — habitado por negros seguidores de religiões tribais.

### Enquanto parte do Sudão
Com a independência do Sudão conquistada em 1956, conflitos entre facções do norte e do sul se iniciaram quase que instantaneamente. A guerra civil entre os sudaneses do norte e do sul levou o governo britânico a fechar temporariamente as 161 escolas missionárias no sul em 1955. A nova República do Sudão permitiu que elas reabrissem em 1956, mas expulsou vários missionários sob acusação de cumplicidade na revolta no sul. Em 1957, todas as escolas foram nacionalizadas como parte de uma política nacional de unificação que visava a progressiva islamização do sul. Um golpe militar liderado pelo general Ibrahim Abboud assumiu o controle do governo em 1958, continuando a política de islamização e impondo lei marcial. Em 1962, a Lei das Sociedades Missionárias (MSA) restringiu severamente a liberdade religiosa, tendo como principal alvo as igrejas cristãs do sul. A construção de igrejas foi proibida e a liberdade de opinião e expressão foi reduzida. A lei, aplicada rigidamente apenas no sul, resultou na expulsão de missionários estrangeiros. No final de 1964, quando mais de 200 padres e irmãs combonianos foram deportados indiscriminadamente, todos os missionários cristãos, com exceção de alguns sudaneses, foram expulsos do sul e todas as escolas missionárias foram fechadas. Em 1965, foi instituído o Conselho de Igrejas do Sudão, uma organização que se envolveria em grandes trabalhos de assistência e reconstrução no sul durante as próximas décadas.
Em 1974, a hierarquia católica foi estabelecida e formou-se a Conferência dos Bispos Católicos do Sudão, a qual se tornou a primeira conferência episcopal nacional na história moderna da igreja a ser composta unicamente por bispos nascidos na África, após a aposentadoria do arcebispo de Cartum, Agostino Baroni, em 1981. Embora o Tratado de Adis Abeba do presidente Nimeiry tenha criado uma frágil paz entre o norte e o sul entre 1972 e 1983, suas políticas econômicas falharam, resultando em crescente inquietação. Em 1983, a guerra civil recomeçou sob a liderança do Exército Popular de Libertação do Sudão (SPLA), um grupo não-muçulmano sediado no sul. Os missionários que haviam retornado após o Tratado de Adis Abeba agora estavam sob o ataque do SPLA e do governo. Missões foram abandonadas e padres e irmãs foram mantidos reféns por meses pelo SPLA. Mais tarde, o grupo abandonou sua ideologia e permitiu que as igrejas trabalhassem.

### Golpe de Estado
A agitação política culminou em um golpe militar em 1985. Partidos políticos foram banidos, o islã se tornou a religião do Estado no norte, enquanto os códigos penais para todo o país tornaram-se de raiz islâmica em 1984. A situação de guerra e a crise de refugiados que tudo isso provocou marcaram profundamente a vida das comunidades cristãs e causaram o fracasso de muitas iniciativas pastorais. Em uma carta ao novo governo, chamada A Verdade Vos Fará Livres, em 1986, os bispos sudaneses pediram que o MSA fosse revogado, afirmando que "os cristãos sudaneses nunca gozarão de liberdade de profissão e prática religiosa, nem pública nem privada, enquanto existir o MSA de 1962". Não houve resposta do governo. Por ocasião da visita do Papa João Paulo II a Cartum, em fevereiro de 1993, o presidente do Sudão Omar al-Bashir prometeu revogar a MSA, mas isso não ocorreu. A curta viagem foi considerada um evento histórico em apoio aos esforços da Igreja. Em seu sermão, o Pontífice falou do longo sofrimento do povo sudanês e da experiência do sul como "um calvário vivo".
| “ | O fundamentalismo islâmico é por si violento. Estes violentos estão dispostos a tudo, também a ataques terroristas. Por isso, o fundamentalismo islâmico alimenta o terrorismo e inclusive a determinação a lutar (...). O elemento religioso é utilizado pelos árabes muçulmanos como desculpa para combater aos africanos: aqueles dizem que o Islã está ameaçado pelos infiéis, a quem são chamados cristãos. | ” |
|   | — Dom Erkolano Lodu Tombe, bispos da Diocese de Yei. |   |

A partir de 1989, a presença da Igreja Católica nas áreas mantidas pelos rebeldes cresceu perceptivelmente, e o trabalho de evangelização, reabilitação e assistência humanitária era realizado sob a liderança de dois bispos e um administrador apostólico. Sua atividade incluiu o apoio em todos os níveis. Em fevereiro de 1990, os católicos se uniram às outras igrejas cristãs do Sudão na formação do Novo Conselho de Igrejas do Sudão para unificar os esforços humanitários em andamento para ajudar as vítimas da guerra civil. Além de ajudar os residentes em áreas militarizadas, a Igreja se dedicou a trabalhar entre os refugiados e os deslocados, tornando as missões católicas um símbolo de salvação para milhares de pessoas que de outra forma viveriam sem um teto e privadas de alimentação na região atingida pela fome.
Ao longo dos anos 90, a situação do Sudão continuava a se deteriorar, com o SPLM travando uma guerra contra o governo muçulmano. Em 1990, os missionários foram expulsos da província de Cordofão do Sul, que hoje em dia é uma das províncias do Sul que fazem divisa com o Sudão do Sul, e em 1992 de Juba, hoje a capital do Sudão do Sul. A Igreja estabeleceu Centros Multiuso (MPC) em casas alugadas ou construídas nos campos de posseiros com lama e palha. Dirigidos por catequistas ou líderes leigos auxiliados por um comitê, os MPCs ofereciam programas educacionais e religiosos: jardim de infância para crianças, educação de mulheres, programas de leitura, um catecumenato organizado e reuniões de oração aos domingos. Em 1998, foi relatado que a Igreja estava comprando crianças órfãs para livrá-las de seus captores.
Em 1995, o Papa São João Paulo II afirmou em sua Exortação Apostólica Ecclesia in Africa:
| “ | Cristãos e muçulmanos estão chamados a comprometer-se na promoção de um diálogo imune aos riscos derivados de um irenismo de má lei ou de um fundamentalismo militante, e levantando a voz contra políticas e práticas desleais, assim como contra toda falta de reciprocidade em relação à liberdade religiosa | ” |
|   | — Papa São João Paulo II na Exortação Apostólica Ecclesia in Africa. |   |

A nova constituição promulgada em 1999 fez pouco para promover a tolerância religiosa, proclamando a sharia e o costume islâmico como a fonte de toda a legislação. Os líderes católicos reagiram com uma atitude de abertura e expressaram o desejo de diálogo como meio de promover esforços de paz, dignidade humana e respeito mútuo, mas rejeitaram a imposição de um estado islâmico. Como o cristianismo se tornou um símbolo de resistência à imposição desse estado, os padres católicos continuaram sendo o foco de assédio por parte da polícia e, às vezes, eram sujeitos a detenções falsas.

## Atualmente

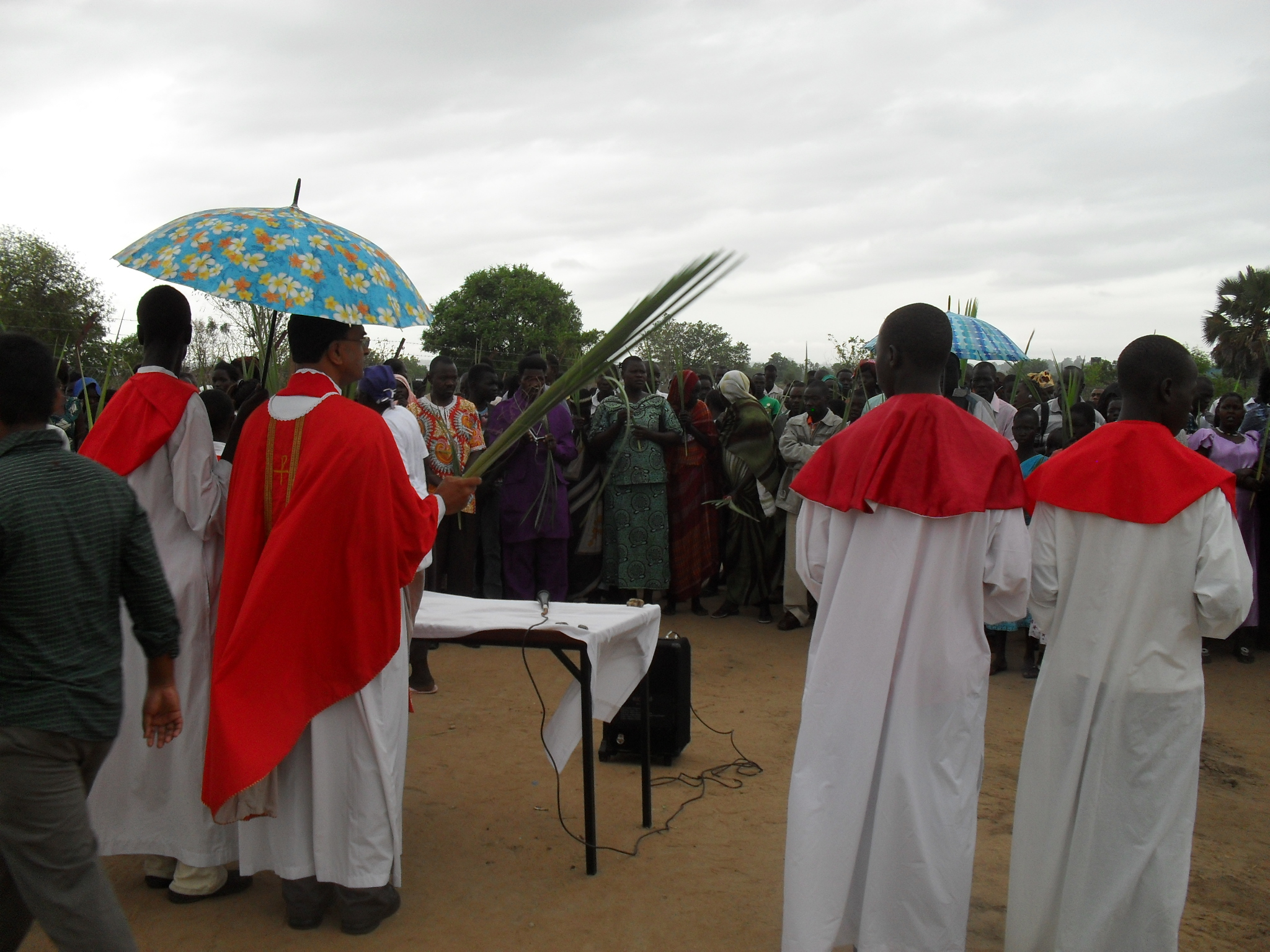
Celebração de Domingo de Ramos, em um vilarejo próximo a Juba.

Em 2000, a comunidade católica continuou a residir no Sudão do Sul e era formada em quatro ritos: armênio, caldeu, maronita e romano. Havia nesse ano um total de 104 paróquias, atendidas por 188 padres diocesanos e 123 religiosos. Outros religiosos, que ajudaram nos esforços humanitários e operavam as 206 escolas primárias e 22 secundárias do país.
Ainda quando fazia parte do parte do Sudão, Cartum era (e continua sendo) o foco de ação anticristã, arrasando igrejas, escolas e outras estruturas da Igreja, confiscando suas propriedades e recusando licenças para novas construções. Em 2000, um esquadrão policial armado entrou na residência dos padres da escola secundária do Colégio Comboni para procurar imigrantes ilegais. Outra preocupação era a tomada de escravos — geralmente cristãos ou praticantes de crenças indígenas — na zona de guerra do sul e seu transporte para o norte do Sudão. Neste mesmo ano, o governo iniciou um desmantelamento dos campos de refugiados, e obrigando seus moradores a viver no meio do deserto. A Igreja também atuou nos campos de refugiados sudaneses existentes no Zaire, Uganda e Quênia.
No dia 8 de fevereiro de 2000, uma escola dirigida pela Igreja Católica foi atacada por um avião do governo, que lançou quatro bombas durante uma aula de inglês que acontecia fora da sala, com os alunos sentados sob uma árvore. A maioria das 14 vítimas mortas era de estudantes do ensino fundamental, além da professora, de 22 anos. Outras 17 crianças ficaram feridas. Um jornalista que testemunhou o ataque, Stephen Amin, relatou o avião despejou as quatro bombas no local e depois mais oito perto de outras duas escolas de vilas próximas. Um vídeo amador feito poucos minutos depois mostra uma criança correndo com a mão estraçalhada e a diretora do colégio tentando segurar os intestinos de outro garoto atingido pelos estilhaços na barriga. O segundo menino morreu logo em seguida.

### Independência

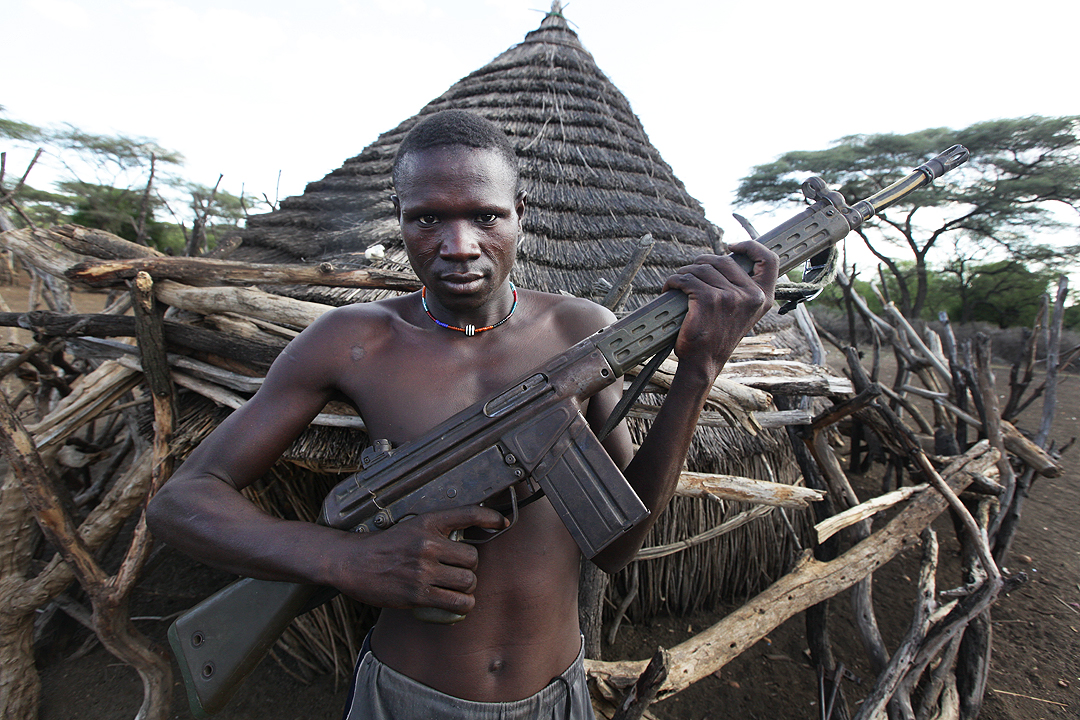
Guerrilheiro armado do Sudão do Sul.

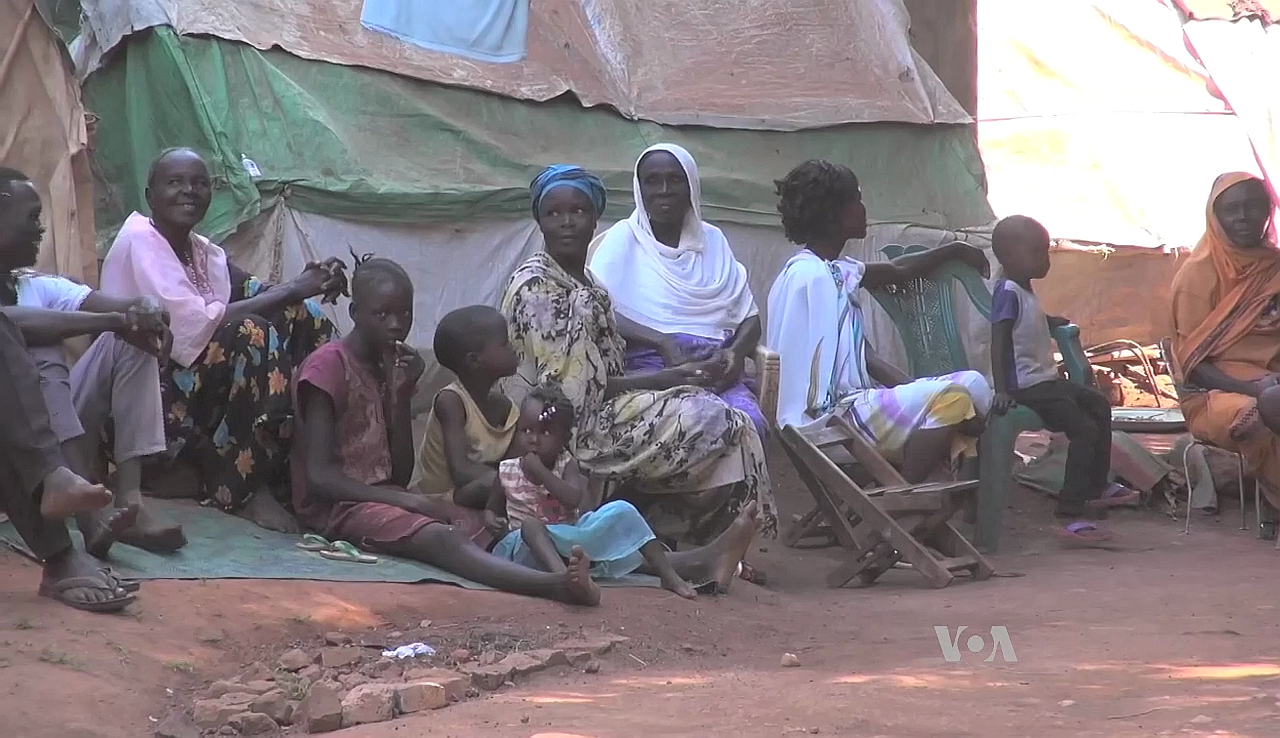
Sul-sudaneses em um campo de refugiados.

O Sudão do Sul é o país mais jovem do mundo, pois surgiu em 2011, separando-se do Sudão, após um referendo de independência que se findou em 98,8% dos eleitores votando a favor da independência. Nascia um país imerso em graves problemas sociais e pesados desafios a enfrentar. Agravando a situação com o norte foram retomados em função de indefinições no estabelecimento das fronteiras entre os dois países, que disputam regiões ricas em petróleo. A guerra civil, em vez de acabar, foi transformada em um conflito internacional. Em 2013, o presidente Salva Kiir Mayardit acusou seu vice-presidente Riek Machar de planejar um golpe de Estado, levando o Sudão do Sul a um grande conflito armado interno. Os dois principais grupos na guerra civil que se iniciou foram o Movimento de Libertação Popular do Sudão (SPLM) e o Movimento de Libertação Popular do Sudão na Oposição (SPLM-IO). Houve muitos relatos de assassinatos, sequestros, estupros e outras violações de direitos humanos relacionadas à Guerra Civil Sul-Sudanesa. O fato de os dois poderes opostos serem apoiados pelos dois principais grupos étnicos, os dincas (SPLM) e os nueres (SPLM-IO) tornou a guerra ainda mais agressiva e complicada. A Caritas Sudão do Sul declarou o país como "à beira do colapso", com milhões de pessoas enfrentando a pobreza e a fome, frisando que "há pessoas morrendo" e que "sem uma ajuda de emergência a situação irá com certeza agravar-se".
No dia 12 de setembro de 2018 o presidente Salva Kiir, e o líder rebelde, Riek Machar, assinaram um acordo de paz durante uma cúpula regional africana na capital etíope, Adis Abeba. Ao assinar o documento, os dois líderes apertaram as mãos na presença de uma plateia que incluía líderes regionais. Os presidentes de Uganda e Sudão estavam presentes no ato, presidido pelo primeiro-ministro etíope, Abiy Ahmed. A própria ONU divulgou que um ano após o acordo, em todo o país, cerca de 594 mil pessoas já haviam retornado às suas regiões de origem com o findar da guerra. Entretanto o relatório de liberdade religiosa da Fundação ACN afirma que apesar de acordos de tréguas e paz, a paz duradoura está muito longe de ser realidade da maior parte do povo sul-sudanês, que tem várias liberdades básicas colocadas em risco diariamente. As igrejas acabam servindo de abrigo para milhares que têm de fugir das suas casas. A insegurança disseminada e a ampla disponibilidade de pequenas armas permitem que criminosos ataquem casas paroquiais, veículos de igrejas, conventos, agências religiosas e presbitérios. Uma estação de rádio local publicou uma investigação que mostrou que entre os anos 2013 e 2017, cerca de 40 líderes religiosos perderam suas vidas.
Aproximadamente um terço da população sul-sudanesa acredita em bruxaria e nas religiões tribais africanas. Boa parte dos chefes tribais se opõe à conversão dos membros ao cristianismo, ameaçando-os de bruxaria e, em alguns casos, instigando ataques da multidão contra eles. Ainda assim, houve aumento na conversão de seguidores da religião tradicional para o cristianismo em geral, tanto ao catolicismo, quanto ao protestantismo.
Recentemente, a Autoridade Nacional da Comunicação impôs o pagamento anual de US$ 5.500 à cada uma das nove estações de rádio filiadas à Rede Católica de Rádios. Ainda não se sabe se estes custos também foram impostos às estações de outras confissões. O ponto é que esta taxa é muito elevada num país ainda tão pobre, e ameaça a viabilidade econômica das estações de rádio católicas existentes.
A Rádio Bakhita, uma estação de rádio sediada na capital, Juba, foi assediada várias vezes por seguranças depois de emitir uma homilia de um sacerdote católico que criticou fortemente o governo e a oposição. Um leigo catequista encarregado de uma capela de Mondikolok, pertencente à paróquia de Lomin, foi morto juntamente com outras quatro pessoas durante confrontos entre forças do governo e oposição. Ele trabalhava para o diálogo e reconciliação entre partidos em guerra. A coordenadora do Departamento Justiça e Paz da Diocese de Wau foi detida depois de participar de um workshop organizado pela ONU sobre direitos humanos para militares onde três oficiais morreram de intoxicação alimentar. As acusações feitas contra ela não ficaram claras. No dia 5 de fevereiro de 2018, um padre queniano da Diocese de Tombura-Yambio foi expulso e deportado por autoridades do estado de Tombura depois de uma ordem emitida pelo Ministro Joseph Marko Wanga Bilali. O bispo de Tombura-Yambio acusou as autoridades do estado de Tombura de maus-tratos e tortura ao clero e de fazerem falsas acusações contra o sacerdote. Vários outros sacerdotes foram detidos ao mesmo tempo, mas foram libertados mais tarde.
Em 2019 dois padres espanhóis, padre Abelino Bassols, e seu vigário, padre Albert Salvans, assumiram suas funções sacerdotais em uma paróquia destruída pela guerra civil do Sudão do Sul, a paróquia Ave Maria, construída há quase um século pelos missionários combonianos italianos na Diocese de Tombura-Yambio. O templo foi abandonado no início da guerra, saqueado e deixado em um estado deplorável. Além de começarem a reconstrução de uma igreja, e quando possível, transformá-la em um santuário dedicado a Nossa Senhora do Rosário. Nesse mesmo ano, no dia 11 de abril, o Papa Francisco surpreendeu o mundo ao se abaixar e beijar os pés de líderes sul-sudaneses, incluindo do presidente Salva Kiir durante visita da comitiva do país africano ao Vaticano. O Pontífice pediu a eles:
| “ | Estou pedindo como um irmão para que vocês se mantenham em paz. Estou pedindo a vocês de todo o meu coração: vamos seguir em frente. Haverá muitos problemas, mas eles não irão nos superar. Resolvam seus problemas. | ” |
|   | — Papa Francisco aos líderes políticos do Sudão do Sul. |   |

O Papa expressou o desejo de visitar o Sudão do Sul em 2018, porém nenhuma data foi agendada até o momento. Os próprios líderes religiosos do país afirmaram que, apesar de o país não poder garantir "uma situação de segurança 100%", mas se sentiriam felizes em acolhê-lo.

## Organização territorial

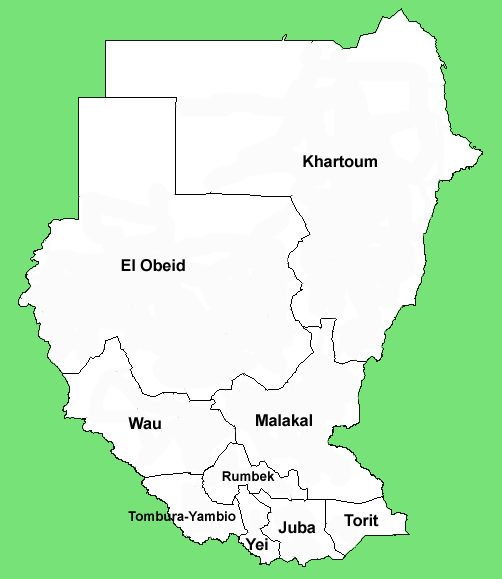
Mapa das dioceses de rito romano do Sudão do Sul e do Sudão.

O catolicismo está presente no país com uma arquidiocese e seis dioceses de rito romano. Há também o Território Siríaco dependente do Patriarcado do Sudão e Sudão do Sul, de rito siríaco, mas, como dito no próprio nome, este último também inclui jurisdição sobre o território do Sudão. Fora do Sudão do Sul, mas com jurisdição sobre seu território, há a Diocese Armênia de Alexandria, de rito armênio, o Território Greco-Melquita dependente do Patriarcado do Egito, Sudão e Sudão do Sul, de rito bizantino, a Diocese Maronita do Cairo, de rito maronita, e estes últimos todos sediados no Egito.
| Circunscrições eclesiásticas católicas de rito romano do Sudão do Sul | Circunscrições eclesiásticas católicas de rito romano do Sudão do Sul | Circunscrições eclesiásticas católicas de rito romano do Sudão do Sul                     | Circunscrições eclesiásticas católicas de rito romano do Sudão do Sul | Circunscrições eclesiásticas católicas de rito romano do Sudão do Sul |
| Circunscrição                                                         | Ano de ereção                                                         | Catedral                                                                                  | Foto                                                                  | Ref.                                                                  |
| --------------------------------------------------------------------- | --------------------------------------------------------------------- | ----------------------------------------------------------------------------------------- | --------------------------------------------------------------------- | --------------------------------------------------------------------- |
| Arquidiocese de Juba                                                  | 1927                                                                  | Catedral de Santa Teresa                                                                  |                                                                       | [ 22 ]                                                                |
| Diocese de Malakal                                                    | 1933                                                                  | Catedral de São José                                                                      |                                                                       | [ 23 ]                                                                |
| Diocese de Rumbek                                                     | 1955                                                                  | Catedral da Sagrada Família                                                               |                                                                       | [ 24 ]                                                                |
| Diocese de Tombura-Yambio                                             | 1949                                                                  | Catedral do Cristo Rei (Yambio) Cocatedral de Nossa Senhora Auxílio dos Cristãos (Yambio) |                                                                       | [ 25 ]                                                                |
| Diocese de Torit                                                      | 1983                                                                  | Catedral dos Santos Pedro e Paulo                                                         |                                                                       | [ 26 ]                                                                |
| Diocese de Wau                                                        | 1913                                                                  | Catedral de Santa Maria                                                                   |                                                                       | [ 27 ]                                                                |
| Diocese de Yei                                                        | 1986                                                                  | Catedral de Santo Emanuel                                                                 |                                                                       | [ 28 ]                                                                |

## Conferência Episcopal
A reunião dos bispos do Sudão do Sul e do Sudão forma a Conferência dos Bispos Católicos do Sudão, que foi criada em 1976.

## Nunciatura Apostólica
A Nunciatura Apostólica do Sudão do Sul foi criada em 1º de maio de 2013.

## Santos

### Veneráveis
- Irmã Maria Josefa Scandola: religiosa das Irmãs Missionárias Combonianas, nascida em Bosco Chiesanuova, na Itália, em 1849. Dedicou sua vida à evangelização da África, especialmente do Sudão. Morreu oferecendo sua vida em troca da vida de um jovem missionário italiano.[29]